# Kärnmjölk

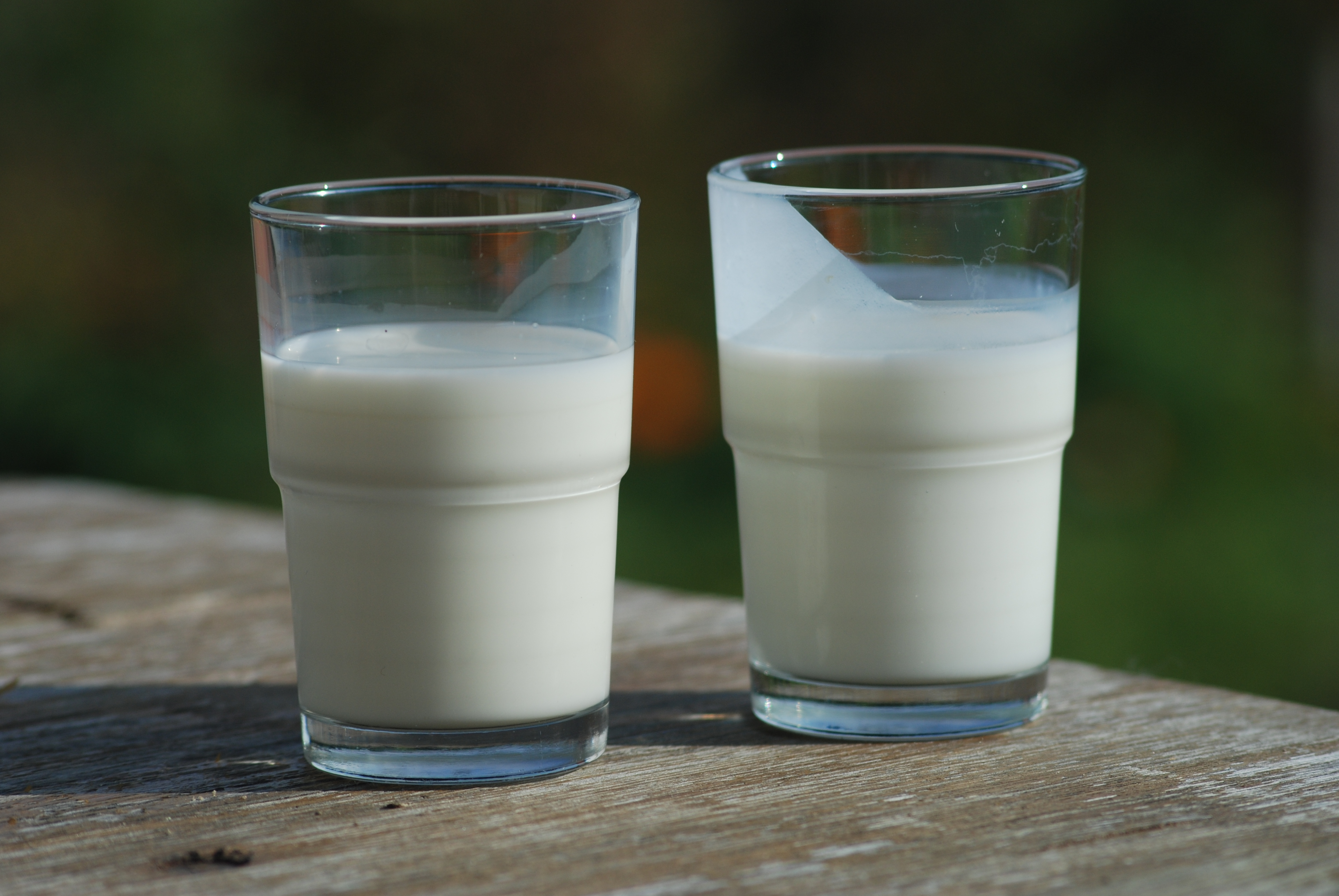
Ett glas vanlig mjölk (till vänster) och ett glas med kärnmjölk (till höger)

Kärnmjölk är det som blir kvar utöver smöret när man kärnat smör av grädde. Kärnmjölk innehåller små mängder fett (mindre än 1 %) och har en syrlig smak. Tack vare sin höga halt av fosfolipider har den emulgerande egenskaper, därför används den i matlagning. Konsistensen är något tjock, men mycket tunnare än filmjölk.
Kärnmjölk ingår inte längre i svenska livsmedelsaffärernas vanliga sortiment. Produktionen av smör har ändrats, och eftersom mjölksyrakulturen nu inte tillsätts förrän efter kärningen, blir kärnmjölken annorlunda än vid den ursprungliga metoden. Norrmejerier upphörde som sista större svenska mejeri att saluföra kärnmjölk till privatpersoner i början av 2000-talet. Wapnö mejeri producerar fortfarande (2024) kärnmjölk som säljs i livsmedelsaffär.
I Danmark (kærnemælk) och Finland (kirnupiimä) säljs kärnmjölk fortfarande (2025) i affärerna, även om den nu oftast tillverkas genom syrning av skummjölk med mjölksyrabakterier.
Kärnmjölk är en vanligt förekommande ingrediens i mat- eller bakrecept, men kan ofta bytas ut mot utspädd naturell yoghurt eller filmjölk. Ett annat alternativ är vanlig mjölk blandat med pressad citron eller vinäger (4 msk per liter mjölk) som har fått stå i några minuter.[källa behövs]